# Santoka (gmina Podbrzezie)
Santoka (lit. Santaka; pol. hist. Sontoka) – wieś na Litwie, w okręgu wileńskim, w rejonie wileńskim, w gminie Podbrzezie, przy drodze krajowej 172.
Współcześnie w skład miejscowości wchodzi także dawny zaścianek Magazynek Okmiański.

## Historia
W dwudziestoleciu międzywojennym zaścianek leżący w Polsce, w województwie wileńskim, w powiecie wileńsko-trockim, w gminie Podbrzezie, w pobliżu granicy z Litwą. W 1931 miejscowość liczyła 22 mieszkańców, zamieszkałych w 4 budynkach.
Po II wojnie światowej w granicach Związku Sowieckiego. Od 1991 na niepodległej Litwie.